# WWJ-TV
WWJ-TV, canalul virtual 62 (canalul digital UHF 21), este un post de televiziune deținut și operat de CBS, licențiat în Detroit, Michigan, Statele Unite. Stația este deținută de filiala Stațiilor de Televiziune CBS a ViacomCBS, ca parte a unui duopol cu stația deținută și operată de CW WKBD-TV (canalul 50). Cele două stații împart studiouri pe 11 Mile Road din suburbia din Detroit din Southfield; Transmițătorul WWJ-TV este situat în Oak Park, Michigan. Stația este transportată pe mai mulți furnizori de cablu canadieni, predominant în sud-vestul Ontario și este unul dintre cele cinci posturi de televiziune locale din Detroit, văzute în Canada la furnizorul de satelit Shaw Direct.
Pe cablu, stația este disponibilă în definiție standard pe canalul 15 pe sistemele Comcast Xfinity din orașul Detroit și Wayne County și sistemul Windsor al Cogeco, canalul 9 pe sistemul South Oakland County Xfinity, canalul 14 pe majoritatea sistemelor de cablu din zonele periferice (cu excepția WOW! , unde este purtat pe canalul 6), canalul 62 pe versurile U&T AT&T și în înaltă definiție pe canalul Xfinity 233, canalul Cogeco 713 și canalul U-verse 1062.
WWJ s-a remarcat prin scurta prognoză meteo de la ora 23:00. Legând un joc de cuvinte referindu-se la spectacolul său de succes, care a început cu meteorologul spunând „Doi bărbați și jumătate încep în două minute și jumătate”. Acest interval de timp a fost completat de reluările The Big Bang Theory până în septembrie 2017, când Two and a Half Men a fost readus la linia de noapte a postului (în toamna anului 2018, Entertainment Tonight, distribuită de CBS, a înlocuit-o). Deși segmentul de prognoză rămâne la 2½ minute, la un moment dat, telespectatorii au fost invitați să trimită videoclipuri despre ei spunând fraza menționată, care a fost apoi redată într-un montaj înainte de fiecare prognoză.